# آپپر شرینگهام
آپپر شرینگهام (به انگلیسی: Upper Sheringham) یک محله مدنی و روستا در بریتانیا است که در North Norfolk واقع شده‌است. آپپر شرینگهام ۶٫۱۹ کیلومتر مربع مساحت و ۲۰۹ نفر جمعیت دارد.